# Polizzi Generosa
Polizzi Generosa település Olaszországban, Szicília régióban, Palermo megyében. Lakosainak száma 2908 fő (2023. január 1.). Polizzi Generosa Castellana Sicula, Petralia Sottana, Sclafani Bagni, Villalba, Caltavuturo, Isnello, Scillato és Vallelunga Pratameno községekkel határos.

## Népesség
A település lakossága az elmúlt években az alábbi módon változott:
| Lakosok száma | 3334 | 3241 | 2908 |
|               | 2017 | 2018 | 2023 |